# Dytikí Frangísta
Dytikí Frangísta, en grec moderne : Δυτική Φραγκίστα, est un village du dème d'Ágrafa, dans le district régional d'Eurytanie en Grèce-Centrale.
Selon le recensement de 2011, la population du dème compte 355 habitants.